# Nate Holland
Pour les articles homonymes, voir Holland.

Nate Holland, né le 8 novembre 1978 à Sandpoint, est un snowboarder américain, spécialisé dans l'épreuve de snowboardcross. Il a remporté notamment cinq fois consécutivement les Winter X Games.

## Palmarès

### Jeux olympiques
- Jeux olympiques de 2006 à Turin (Italie) :
  - 14e en cross.

- Jeux olympiques de 2010 à Vancouver (Canada) :
  - 4e en cross.

- Jeux olympiques de 2014 à Sotchi (Russie) :
  - 25e en cross.

### Championnats du monde
- Championnats du monde 2007 à Arosa (Suisse) :
  -  Médaille de bronze en cross.
- Championnats du monde 2011 à La Molina (Espagne) :
  -  Médaille de bronze en cross.

### Coupe du monde
- Meilleur classement général : 15e en 2007.
- Meilleur classement  du snowboardcross : 2e en 2007.
- 15 podiums dont 5 victoires en snowboardcross.